# Carpobrotus
Carpobrotus is een geslacht van bodembedekkende planten met succulente bladeren en asterachtige bloemen uit de ijskruidfamilie (Aizoaceae). Het geslacht telt twaalf tot twintig soorten, waarvan de meeste endemisch zijn in Zuid-Afrika. Vier soorten komen voor in Zuid-Australië en een soort langs de kusten van Chili.

## Soorten
- Carpobrotus acinaciformis  (L.) L.Bolus
- Carpobrotus aequilaterus  (Haw.) N.E.Br.
- Carpobrotus chilensis  (Molina) N.E.Br.
- Carpobrotus deliciosus  (L.Bolus) L.Bolus
- Carpobrotus dimidiatus  (Haw.) L.Bolus
- Carpobrotus edulis  (L.) N.E.Br.
- Carpobrotus glaucescens  (Haw.) Schwantes
- Carpobrotus mellei  (L.Bolus) L.Bolus
- Carpobrotus modestus  S.T.Blake
- Carpobrotus muirii  (L.Bolus) L.Bolus
- Carpobrotus praecox  (F.Muell.) G.D.Rowley specific status unresolved.
- Carpobrotus pulleinei  J.M.Black specific status unresolved.
- Carpobrotus quadrifidus  L.Bolus
- Carpobrotus rossii  (Haw.) Schwantes
- Carpobrotus virescens  (Haw.) Schwantes

... · 
Antimima · 
Argyroderma · 
Carpobrotus · 
Disphyma · 
Dorotheanthus · 
Gibbaeum · 
Lapidaria · 
Lithops · 
Mesembryanthemum · 
Sceletium · 
Tetragonia · 
...